# Auburn City
Koordinaten: 33° 51′ S, 151° 2′ O

Auburn City war ein lokales Verwaltungsgebiet (LGA) im australischen Bundesstaat New South Wales. Auburn gehörte zur Metropole Sydney, der Hauptstadt von New South Wales. Das Gebiet war 32 km² groß und hatte etwa 74.000 Einwohner.
Auburn lag etwa 16 km westlich des Stadtzentrums von Sydney am südlichen Ende des Hafens. Das Gebiet beinhaltete 12 Stadtteile: Auburn, Auburn North, Auburn South, Auburn West, Berala, Homebush Bay, Lidcombe, Lidcombe North, Newington, Rookwood, Silverwater und einen Teil von Regents Park. Der Sitz des City Council befand sich im Stadtteil Auburn im Westen der LGA.
2016 wurde das Gebiet Bestandteil von Cumberland City.

## Verwaltung
Der Auburn City Council hatte zwölf Mitglieder, die von den Bewohnern von zwei Wards gewählt wurden (je sechs Councillor aus dem First und dem Second Ward). Diese zwei Bezirke waren unabhängig von den Stadtteilen festgelegt. Aus dem Kreis der Councillor rekrutierte sich auch der Mayor (Bürgermeister) des Councils.

## Geschichte
Vor der Ankunft europäischer Siedler wurde das Gebiet um Parramatta River und Duck Creek von den Ureinwohnern vom Stamm der Wangal bewohnt. Erste Farmer ließen sich nach 1790 in dem Gebiet nieder, das als Liberty Plains bezeichnet wurde. Am 19. Februar 1892 bekam dieses Gebiet den Status eines Borough und 1906 wurde Silverwater eingemeindet. Später wurde Auburn in Municipality umbenannt und 1949 und Lidcombe erweitert. Nach einer weiteren Bezeichnungsreform hieß das Gebiet ab 1993 nur noch Auburn Council, bewarb sich aber 2006 um den Status einer City. Ab 24. Juni 2009 trug die LGA den Namen City of Auburn.